# Danijel Pranjić
Danijel Pranjić (født 2. december 1981 i Našice, Jugoslavien) er en kroatisk fodboldspiller, som spiller hos Anorthosis på Cypern. Han har tidligere spillet for blandt andet SC Heerenveen i Holland samt Dinamo Zagreb i hjemlandet. 
Pranjic har spillet 58 kampe for Kroatiens landshold, som han debuterede for i 2004. Efter en batalje med landstræner Slaven Bilic i sommeren 2011, er han udelukket fra landsholdet.